# Aleurotrachelus asparagi
Aleurotrachelus asparagi là một loài côn trùng cánh nửa trong họ Aleyrodidae, phân họ Aleyrodinae.
Aleurotrachelus asparagi được Lewis miêu tả khoa học đầu tiên năm 1893.